# Sargaško morje
Sargaško morje je območje Atlantskega oceana, ki meji na štiri tokove, ki oblikujejo oceanski vrtinec. Za razliko od drugih območij, ki se imenujejo morje, ne meji na kopno. Od drugih območij Atlantskega oceana se loči po svoji značilni rjavi morski travi (Sargassum) in pogosto mirni, modri vodi.
Morje na zahodu meji na Zalivski tok, na severu na Severnoatlantski tok, na vzhodu na Kanarski tok in na jugu na Severnoekvatorski tok. Vsi štirje skupaj tvorijo sistem, ki kroži v smeri urinega kazalca in se imenuje Severnoatlantski vrtinec. Leži med 20° in 35° severno ter 40° in 70° zahodno ter je širok okrog 1100 km in 3200 km dolg. Blizu zahodnih obronkov morja ležijo Bermudi.
Čeprav vsi omenjeni tokovi nalagajo morske rastline in smeti v morje, je za oceansko vodo v Sargaškem morju značilna globoka modra barva in izjemna čistost, podvodna vidljivost sega do 60 m. Prav tako je vodno telo, ki buri javno domišljijo in nastopa v širokem krogu literarnih in umetnostnih del v popularni kulturi.

## Zgodovina
Prvi znan zapis o Sargaškem morju sega v leto 1492, ko je Krištof Kolumb pisal o morski travi, za katero se je bal, da bi ujela njegovo ladjo in mogoče skrivala plitvine, v katerih bi njegova ladja lahko nasedla, bal se je pa tudi brezvetrja.
Morje je bilo morda znano zgodnjim pomorščakom, saj pesem Avieniusa iz konca 4. stoletja opisuje del Atlantika, ki ga pokriva morska trava in je brez vetra ter ga opisuje kartažanski pomorščak Himilco iz 5. stoletja pr. n. št. Kolumb je vedel za zapise Himilca in je verjel, da je Himilco dosegel Sargaško morje, kot še več drugih raziskovalcev. Toda današnji raziskovalci to ocenjujejo kot malo verjetno. Po kartografu Muhammadu al-Idrisiju, Mugharrarūn (arabsko المغررون, "raziskovalci"), ki ga je na odpravo poslal almoravidski sultan Ali ibn Jusuf (1084–1143) pod vodstvom njegovega admirala Ahmada ibn Umarja, so dosegli del oceana, ki ga je pokrivala morska trava, kar imajo nekateri za Sargaško morje.
Leta 1609 je angleška ladja Sea Venture nasedla na obali Bermude. V morju so tudi lovili ribe in kite.
Odprave v letih 1920–1922, ki jih je vodil Johannes Schmidt, so ugotovile, da so območja parjenja evropskih jegulj v Sargaškem morju. Morje je igralo vlogo v številnih drugih pionirskih raziskavah, vključno s potopom Williama Beeba in Otisa Bartona leta 1932, v sklopu katerega sta opazovala živali, radijskim oddajanjem, delu Johna Swallowa konec 50. let 20. stoletja, odkritju Prochlorococcusa v 80. letih 20. stoletja in različnimi oceanografskimi programi za zbiranje podatkov, kot npr. tisti od Henryja Stommela.